# Hirasea operculina
Hirasea operculina é uma espécie de gastrópode da família Endodontidae.
É endémica do Japão.